# スイス料理

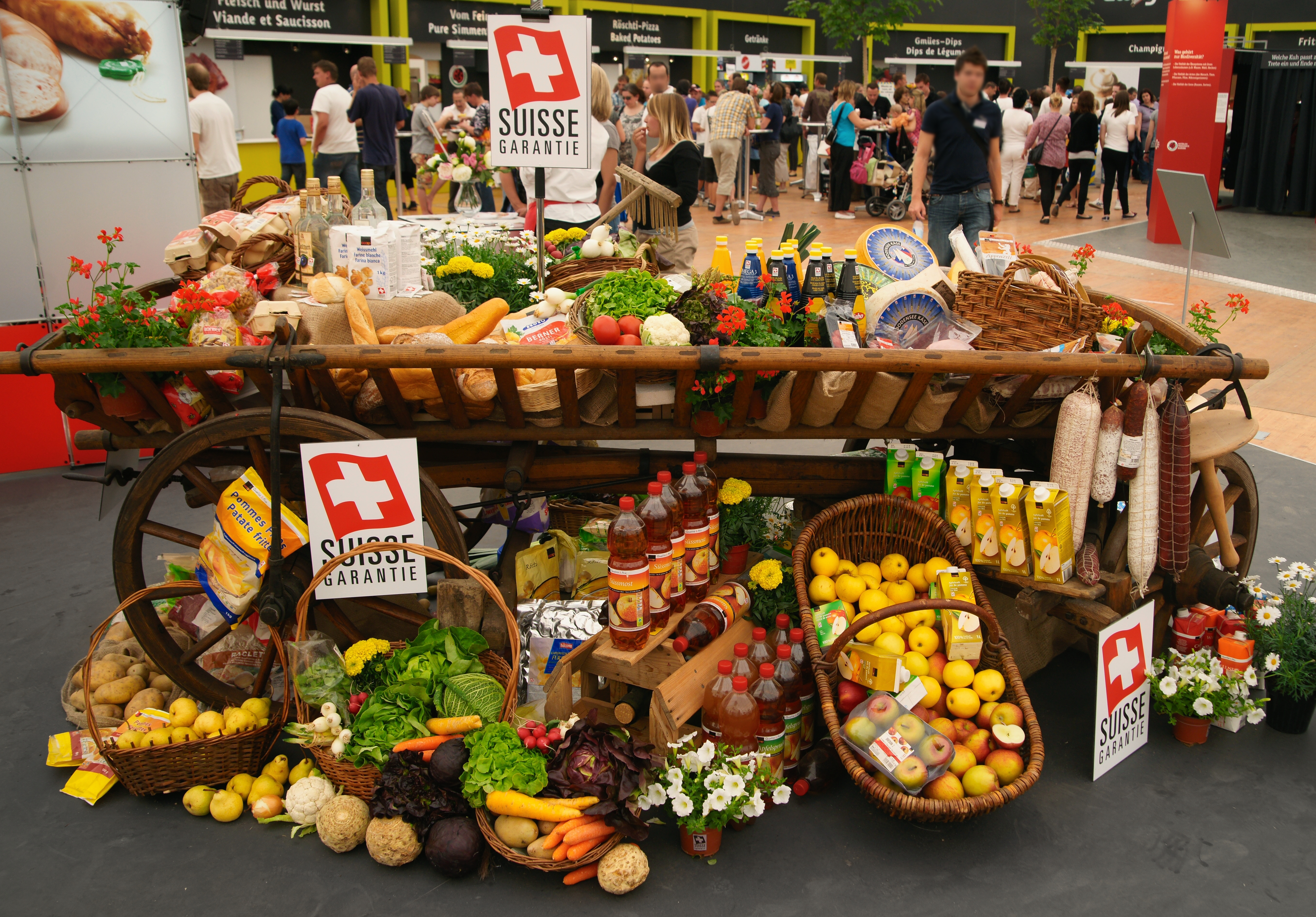
スイスで生産する食品を並べたワゴン

スイス料理（スイスりょうり、ドイツ語: Schweizer Küche, イタリア語: Cucina svizzera, フランス語: Cuisine suisse）とは、スイスで食べられる料理のこと。

## 概要
スイスは小さな国であるが、ドイツ語圏はソーセージを使った料理が中心となり、イタリア語圏ではピザやパスタの料理が中心になるなど、周辺国の食文化の影響を受けた多彩な郷土料理が特徴である。
スイス人にとってパンが主食と言え、レストランでは必ずパンが出てくる。店によってはバケットに入って出てくるパンを客が好きなだけ取るような提供方法もある。ドイツ語圏ではジャガイモも主食に近い地位を占めるが、他の地域でもさまざまな形でジャガイモ料理が付け合わせとして供される。
農業大国であるスイスは農家の生活習慣に根付くものが色濃く残っており、食生活についても例外ではない。朝食の時間が早く、農作業のための栄養補給の意味合いもあって、見た目や味よりも腹がふくれることに主眼を置いた風習が一般家庭には普及している。
また、フランスやイタリアといった美食に重きを置く国からの観光客からの要求に応える必要もあって、レストランは「スイスは人口比で、レストランに付くミシュランの星の数が世界一多い」と評される。

## 食品と料理

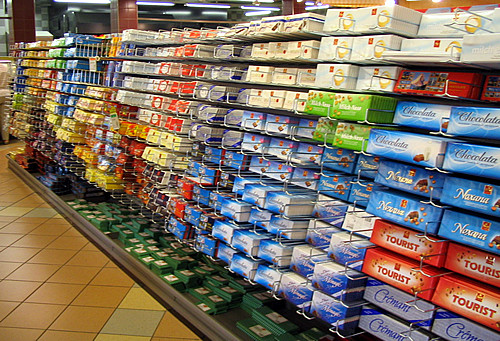
インターラーケンのスーパーマーケット、スイスの多くではこのようにスイスチョコレートが通路一面の売り場を占める。
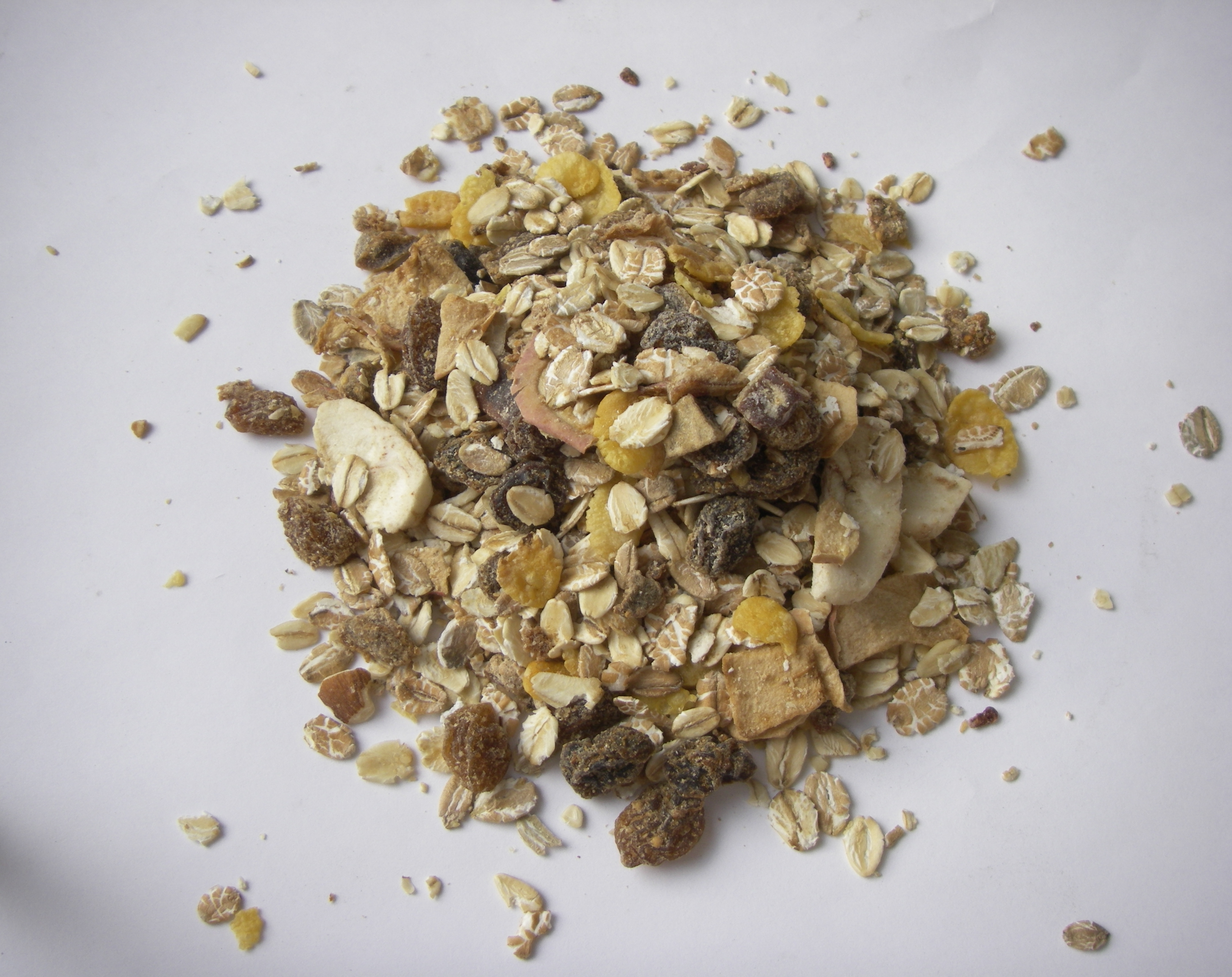
スイスで考案されたミューズリー
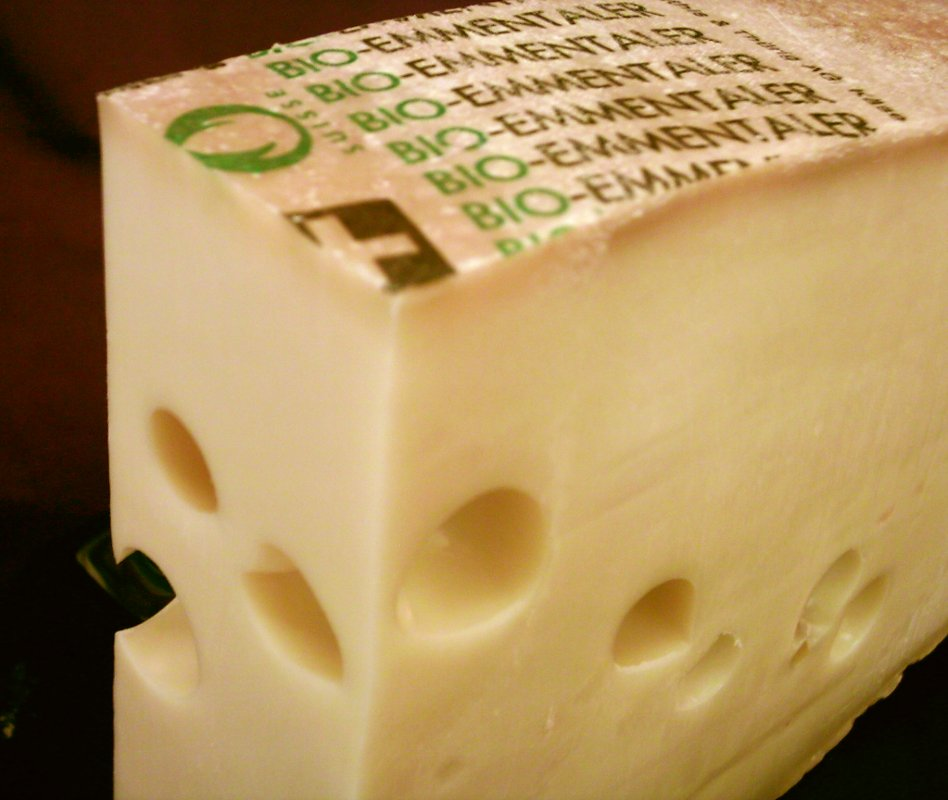
スイス原産のエメンタールチーズ

スイスには多くの地方料理がある。例えば、細切りの仔牛肉とマッシュルームをクリームソースで煮込んでレシュティを添える料理、ツュルヒャー・ゲシュニッツェルテがある。イタリア料理、特にパスタとピザが現在スイスで広まっている。しばしばスイス特産とされる食品に、チーズとチョコレートがある。スイスチーズ、特にエメンタールチーズ、グリュイエールチーズ、ヴァシュラン・モン・ドール、およびアッペンツェラーは有名である。最も有名なチーズ料理は、フォンデュとラクレットである。これらの料理の発祥は地方料理であったが、チーズ販売を促進するためにスイスチーズ協会により広められた。
レシュティは大衆的なジャガイモ料理で、スイス全国で食べられている。元来は朝食用であったが、これに替わりミューズリーが朝に食べられるようになり、スイスではビルヒャーミューズリー（Birchermüesli、地方によりBirchermiesli）と呼ばれている。朝食とディナーでは、薄切りパンにバターとジャムをつけて食べる。スイスには様々なロールパンがある。ディナーではパンとチーズが一般的である。
タルトとキッシュもまた、伝統的なスイス料理である。特にタルトは、甘いリンゴからタマネギまで、あらゆるトッピングで作られる。
スイスのイタリア語圏、ティチーノ州には、この地域に特有のレストランがある。グロット（Grotto、「洞窟」の意味）は田舎の料理店であり、パスタから自家製の名物肉料理まで、伝統料理が供される。人気の料理は、職人的なソーセージの一種、ルガーニガ（Luganighe、Luganighetta）である。ワイン貯蔵庫であった実際の洞窟を改装してレストランにしている。その性質上、多くは森林の中や周辺の岩場に建てられる。外観は花崗岩で作られ、外のテーブルや椅子も同じ石で作られる。グロットは、地元客でも観光客にも、特に暑い夏の期間に人気である。
セルベラは、国民食のソーセージとされており、スイス全国で人気である。

### 犬猫食
動物保護団体「SOSシャ・ノワレーグ（SOS Chats Noiraigue）」の創設者で理事長のトミ・トメクは「スイス国民の約3％がひそかにイヌやネコを食用にしている」と語った。

### チーズ
スイスでは数百種類にのぼるチーズが作られている。穴空きチーズで有名なエメンタール、チーズフォンデュで使うグリュイエールチーズが知られる。
スイスにおけるチーズの年間消費量は国民1人で約20キログラムであり、この値はヨーロッパ全体の平均値を大きく上回る。

## フランス語圏のレシピ

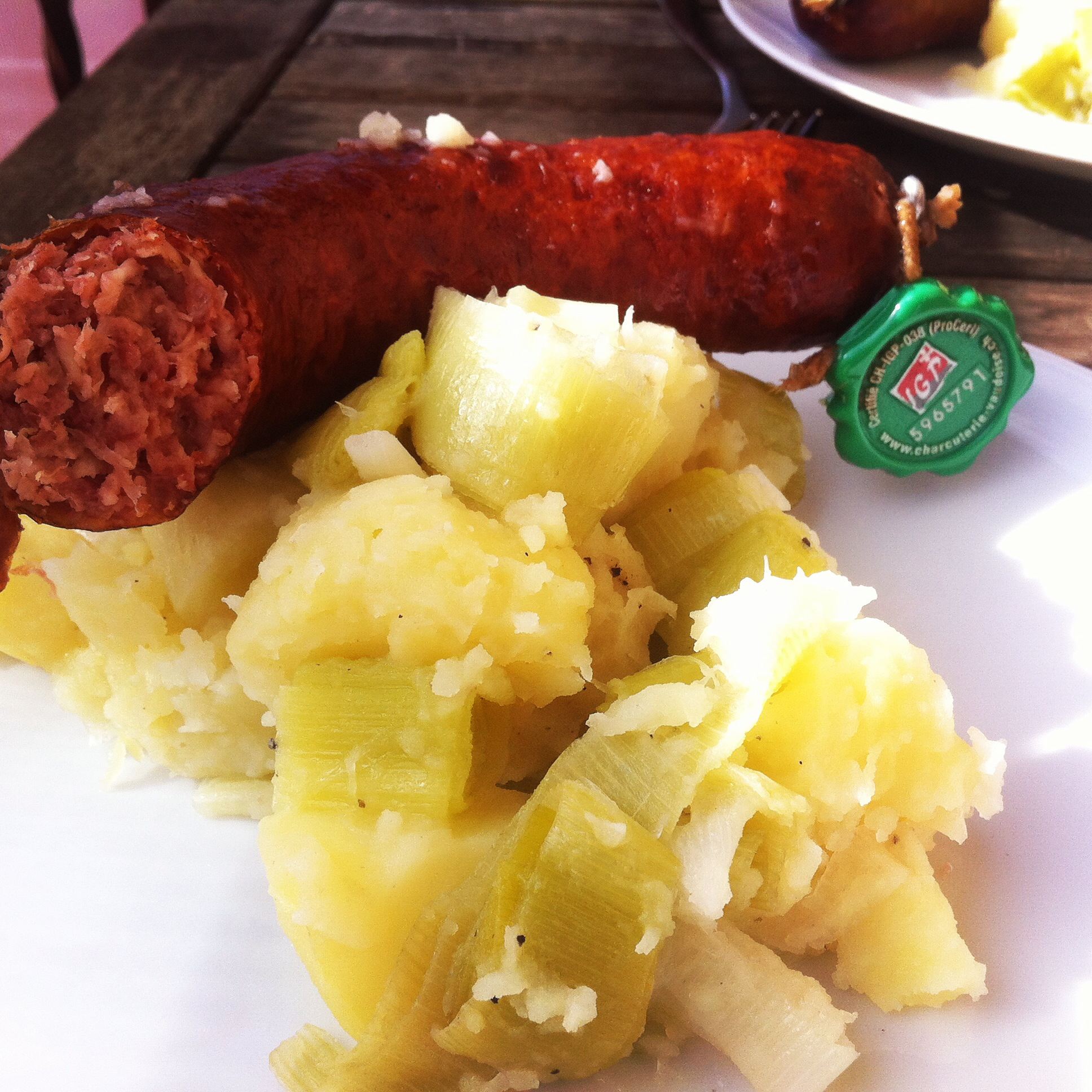
伝統的なパペ・ヴォードワ
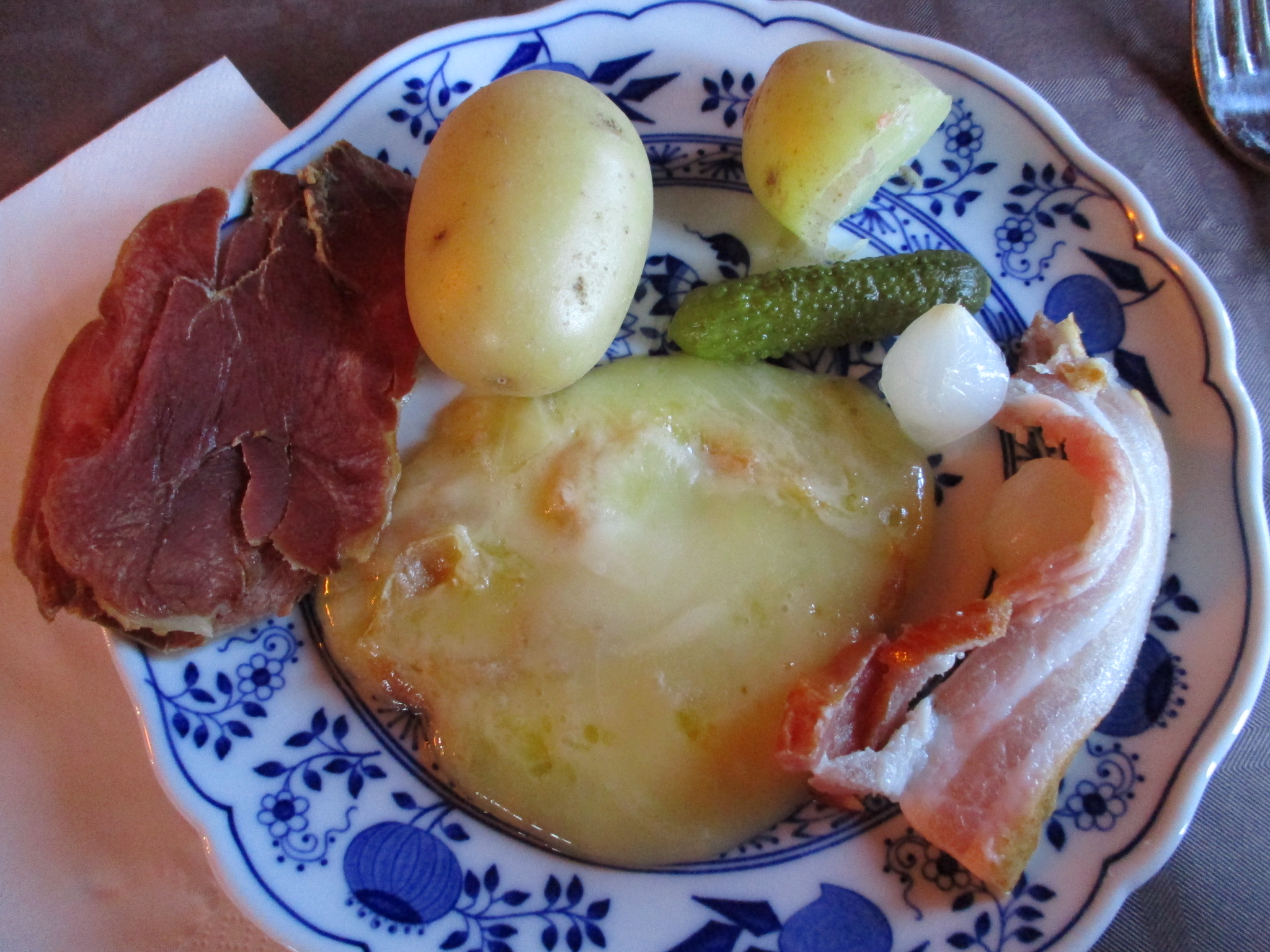
ラクレット
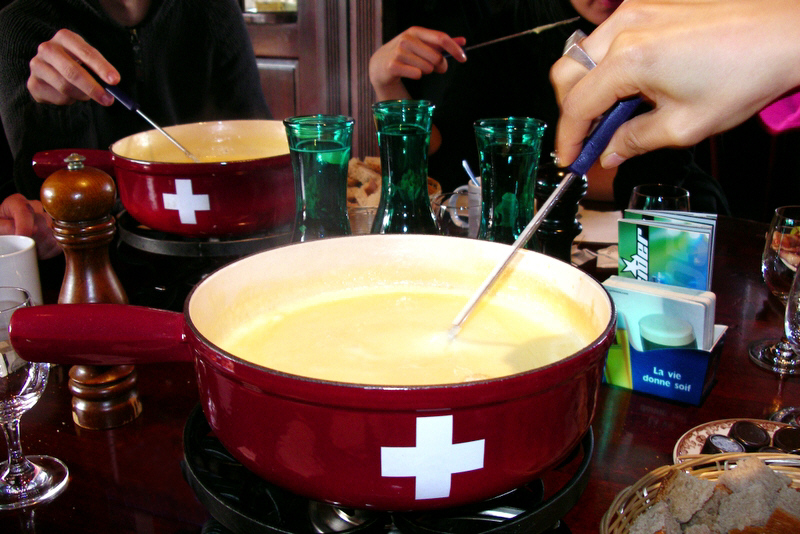
柄の長いフォークでチーズフォンデュに浸す。

- パペ・ヴォードワ（Papet vaudois） - ネギとジャガイモで作る料理であり、ヴォー州が地元である（そのため「ヴォードワ」という）。ソスィス・オ・シェ（Ssaucisse au chou'、キャベツソーセージ）と共に供される。
- Carac：チョコレートで作るスイスの菓子。
- チーズフォンデュ - スイス料理の代表例の1つ[1]。一口大のパンやジャガイモを溶かしたチーズに浸して食べる。
- オイルフォンデュ -  熱したオイルに串刺した牛ヒレ肉を入れて加熱し、数種類のソースの中から好みのものをつけて食べる[1]。「ミートフォンデュ」とも呼ばれるがスイスでは一般的に「フォンデュ・ブルギニョン」と呼ばれる[1]。
- フォンデュ・シノワーズ - 薄切り肉を熱したスープにくぐらせて食べる[1]。
- チョコレート・フォンデュ
- メレンゲ：グリュイエール地方の名物で、ダブルクリームと一緒に食べる[7]。
- ラクレット：熱したチーズをジャガイモにかけ、小キュウリ、タマネギのピクルス等を添えて供される。

## ドイツ語圏のレシピ

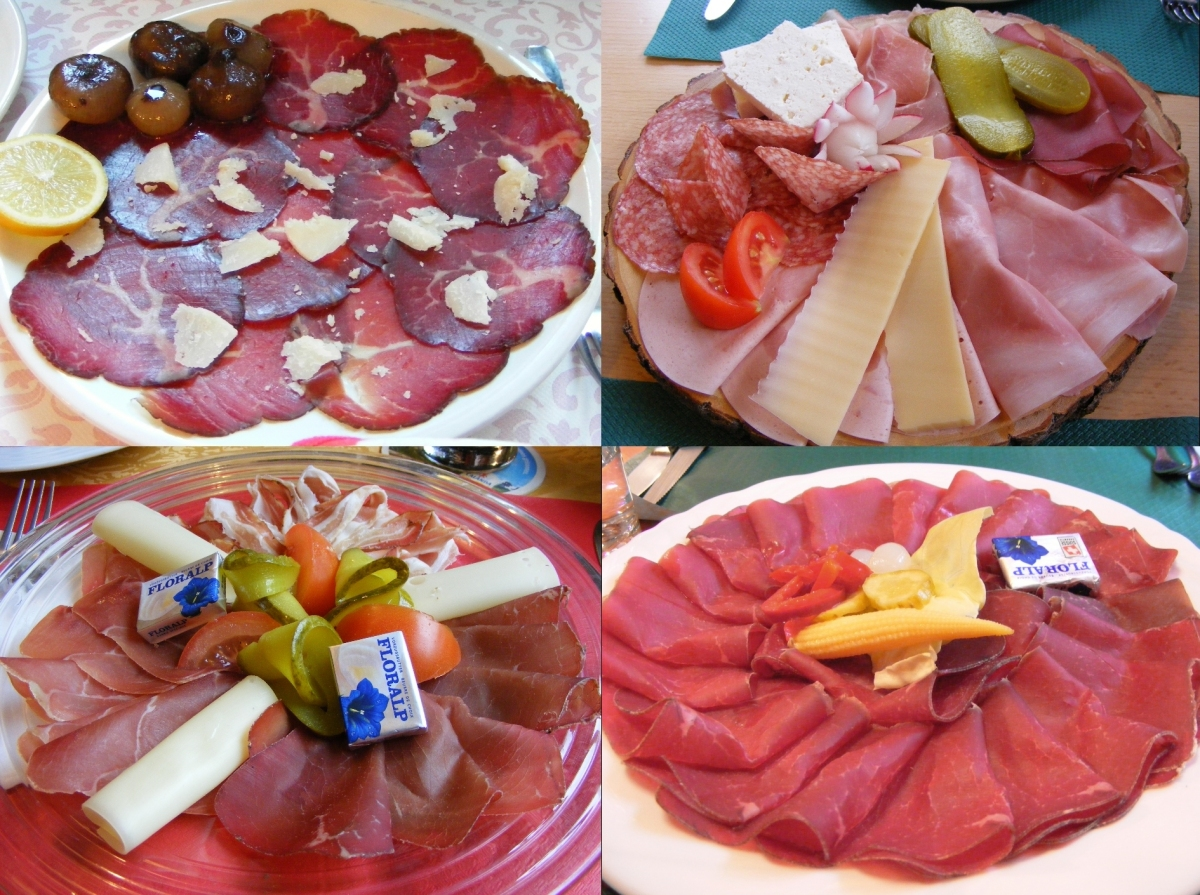
グラウビュンデン州の様々な干し肉料理、ドライビーフ、コッパ、プロシュット、調理したハム
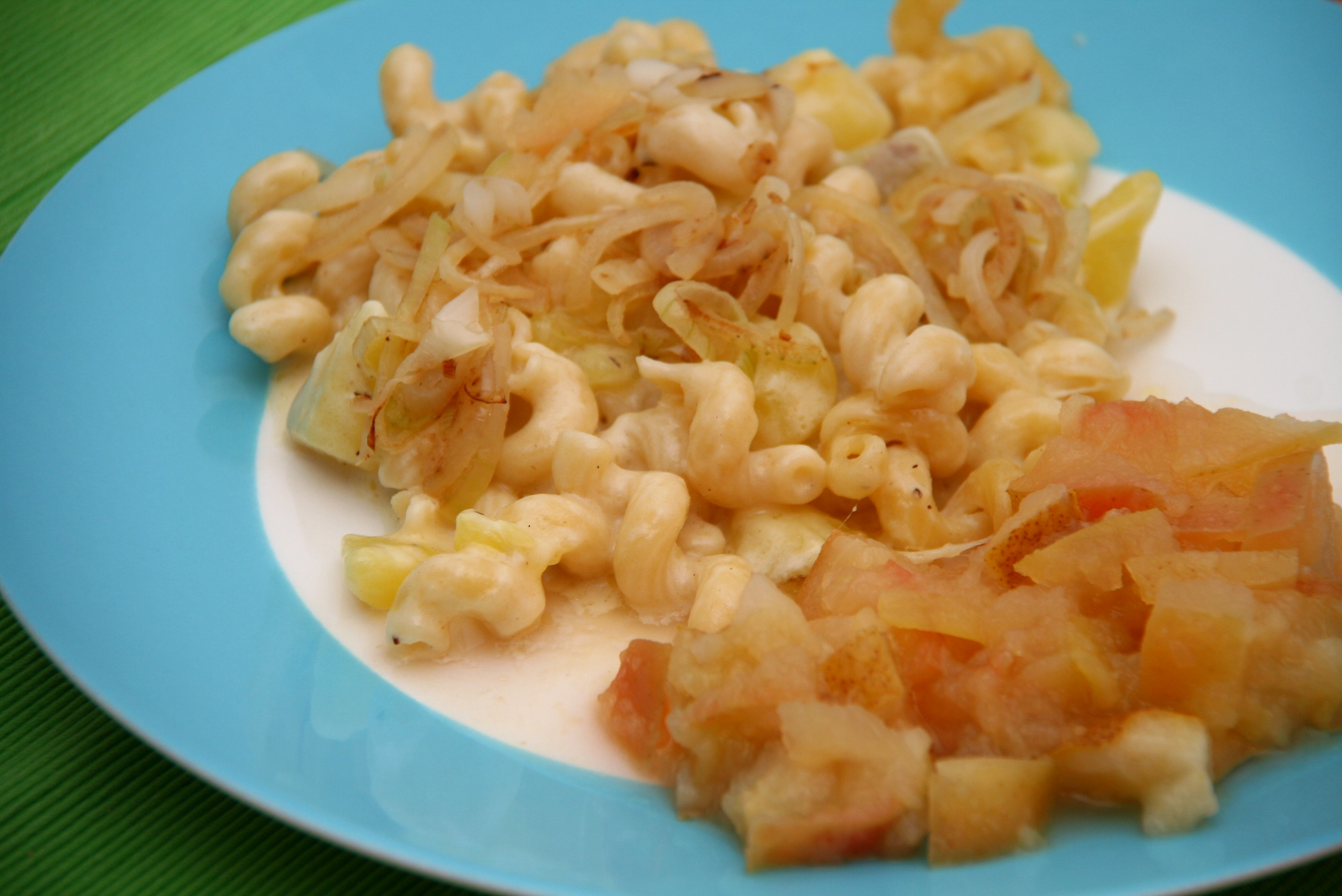
エルプラーマグロネンのアップルソース添え
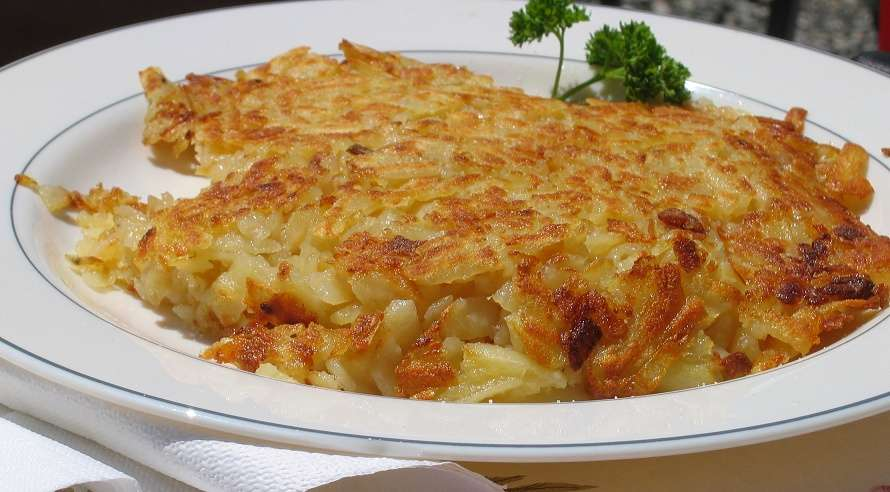
レシュティのパセリ添え
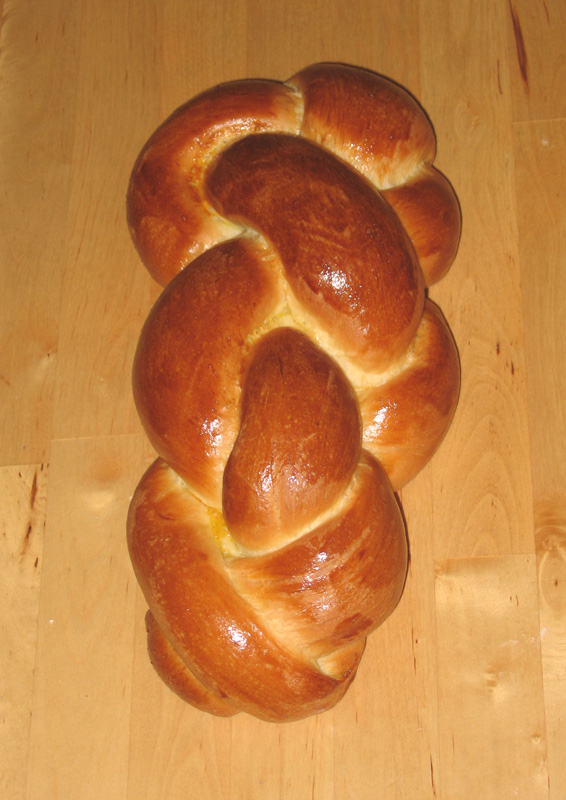
ツォップ (Zopf)

- エルプラーマグロネン（Älplermagronen、アルプスの牧夫のマカロニ）：牧夫がアルプスの山小屋でマカロニ、ジャガイモ、タマネギ、ベーコン細切れ、溶かしたチーズなどの手元にある食材で作った質素な一品料理。伝統的に、野菜やサラダの替わりにアップルソースを添えて供される。
- ベルナープラッテ（Bernerplatte、ベルン風プレート）：、舌やバラ肉、テールを含む様々な部位の食肉をゆでて、ザワークラウトやゆでジャガイモなどの付け合わせを添えて供される一品料理。
- ツーリッヒャー・ゲシュネッツェルテス ： この料理はレシュティを添えて供される。
- レシュティ ：ハッシュブラウンに似た、この簡単なジャガイモ料理は、伝統的にドイツ語圏スイスのお気に入りとされている。スイスのドイツ語圏とフランス語圏の境界に仮想的境界を「レシュティ溝」と呼ぶが、フランス語圏でも食べられている。
- エメンタール・アプフェル・レシュティ（Emmentaler Apfelrösti、エメンタール風のリンゴレシュティ）：古くなったパン、リンゴ、砂糖といった日常の食材を使い簡単に調理できるため、大変人気がある料理である。このレシピは、エメンタールチーズの原産で有名なベルン州エメンタール（エメン渓谷）で考案された。
- フォッツェル（Fotzel）：この料理の名前の由来は不詳である。Fotzelの意味は引き裂いた紙片であるが、バーゼルの方言で不審人物を意味する。固くなったパンを薄切りにして、小麦粉少々を混ぜた溶き卵を吸わせ、バターを引いたフライパンで両面を焼いたもの。塩味の場合には、溶き卵に塩コショウと刻みチャイブを加え、盛り付ける際にコショウを振りかけてレタスを添える。一方甘口の場合には、切ったパンをあらかじめバターで焼いてから溶き卵を吸わせ、再度バター焼きにして、盛り付る際にシナモンシュガーやジャムを添える。固くなったパンを使うことができるため、パンを捨てない習慣の主婦に最適のレシピである。かつては軍隊での給食における定番料理でもあった。
- リーツ・カシミール（Riz Casimir、カシミール風ライス）：カレーソースのライスと豚挽き肉と、パイナップル、バナナ等のトロピカルフルーツ、サクランボ、時に干しブドウを添えた料理。1952年に最初にモーベンピック ホテル&リゾートの国際チェーンにより供された。
- ツォップ (Zopf) ：スイスには何十という種類のパンがあるが、ツォップは生地を三つ編みにして焼いたもので、典型的な日曜日向けのスイス名産品である。
- ビルヒャーミューズリー（Birchermüesli）：オーガニック、自然食品の先駆者である医師マクシミリアン・ビルヒャー＝ベンナー（1867-1939）が発明した。
- Tirggel：チューリッヒの伝統的なクリスマスビスケット。小麦粉と蜂蜜で作る、薄く、固く、甘い菓子である。

## イタリア語圏のレシピ

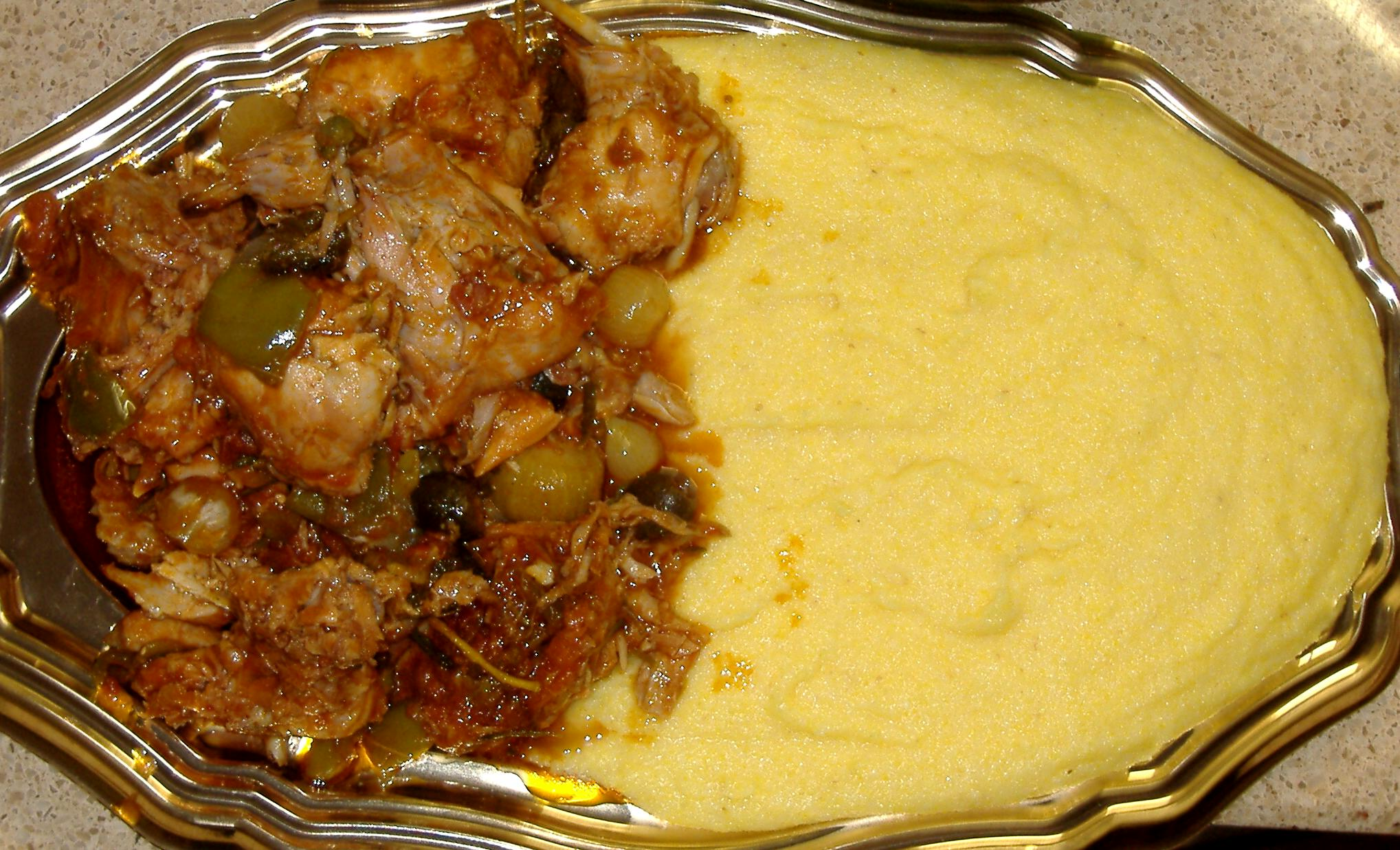
ポレンタ（右）とウサギ肉

- ピッツォッケリ：ソバ粉で作る短いタリアテッレで野菜と角切りジャガイモと共に調理する。
- ポレンタ：何世紀もの間、ポレンタは貧民の食事と考えられていた。トウモロコシが現在のティチーノ州南部に17世紀頭に伝わり、この単調な料理に変化をもたらした。しかし、ポレンタが（まず混ぜた穀粉で作られ、後にトウモロコシ粉のみとなり）この地域の主食となるまで、更に200年を要した。
- サフランリゾット：スイス最南の州、ティチーノ州の料理である。

## グラウビュンデン州のレシピ

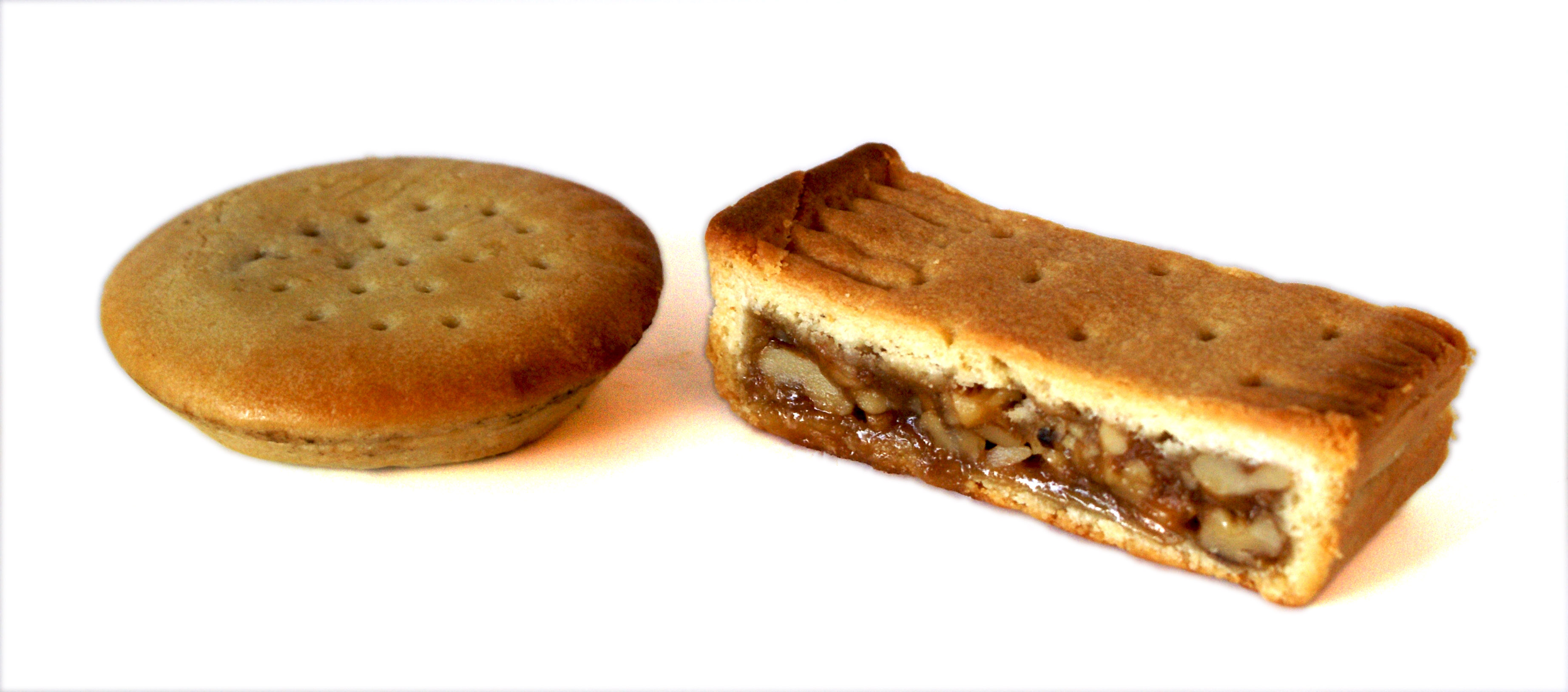
ビュンドナー・ヌストルテ

- ビュンドナー・ヌストルテ：クルミ入りケーキには数種類のレシピあるが、グラウビュンデン州の渓谷、エンガディン地方のものが最も有名である。[7]
- クールミートパイ：スイス東南のグラウビュンデン州で人気の料理。
- ビュンドナーゲルシュテンズッペ（Bündner Gerstensuppe、グラウビュンデンのオオムギスープ）：グラウビュンデン州発祥の最も有名なスープ。
- Bizoccals cun ravitscha（クラウトピツォケル、Krautpizokel）：キャベツ添えピツォケル。ピツォケルは様々な方法で供される。ある地域ではピツォケルだけを食べることをロマンシュ語の「bizochels bluts」（禿げたピツォケル）と呼ぶ。行儀正しく料理の少しを残すことを、エンガディン地方では「far sco quel dal bizoccal」（「ピツォケルを残す」とほぼ同じ意味）と呼ぶ。

## 飲料品

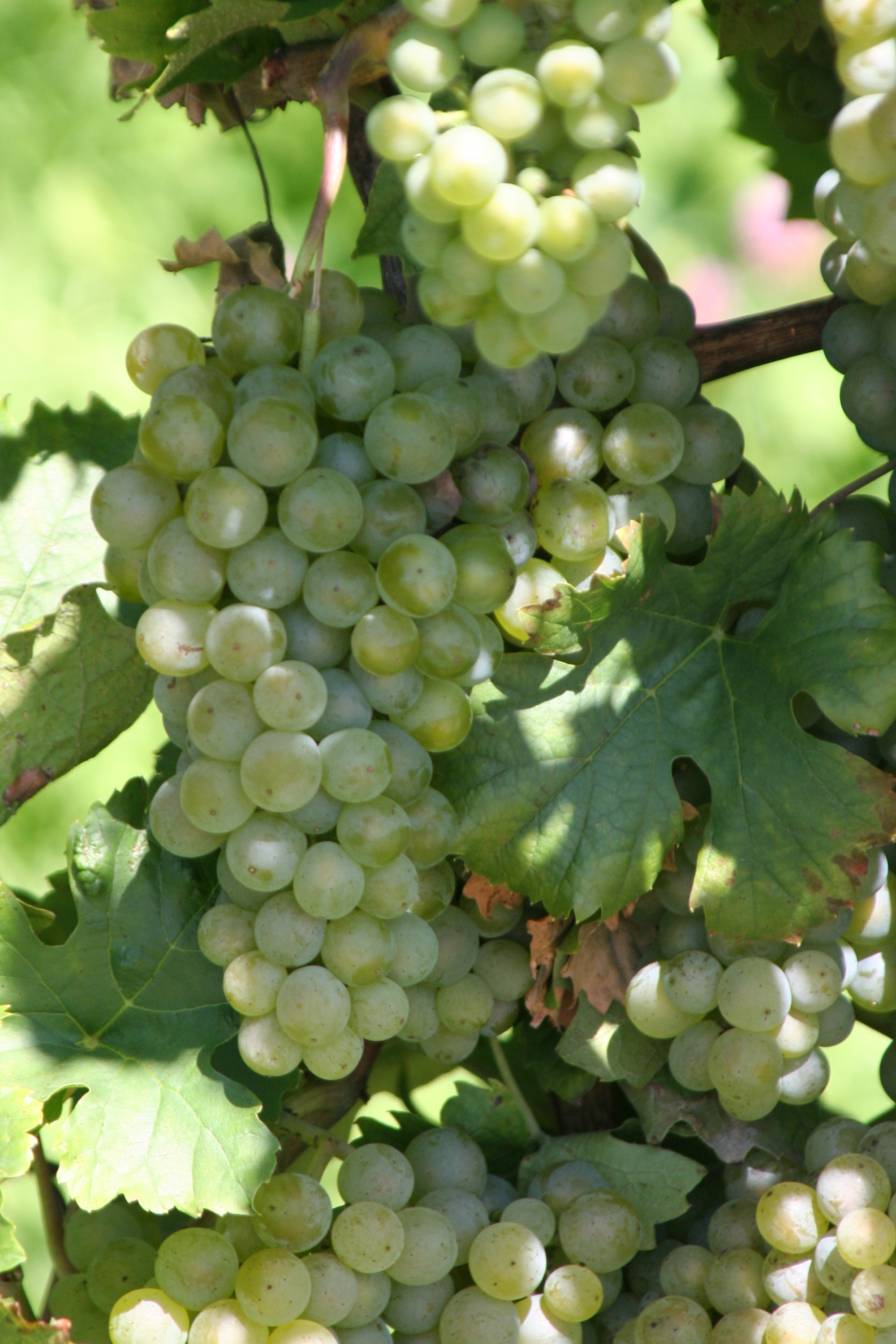
スイスで一般的な白ワイン、リースリング×シルバーナの原料のブドウ、ミュラー・トゥルガウ
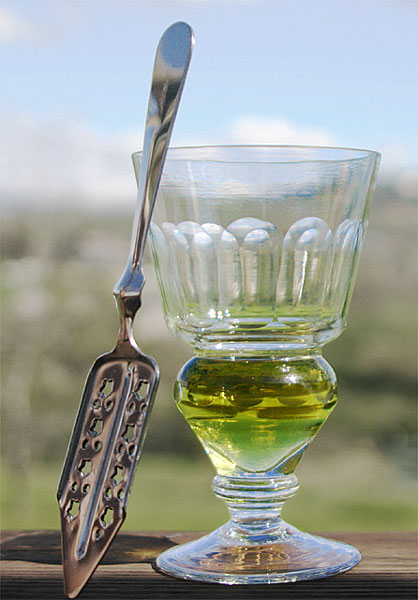
自然に着色したアブサンを注いだグラスと隣のアブサンスプーン

乳清を35パーセント含む炭酸飲料、リベラ (Rivella) がスイスで最も人気の飲み物である。リンゴジュースは、炭酸入りと炭酸なしの両方とも、スイスの多くの地域で人気であり、リンゴシードルもまた生産されている。チョコレート飲料のオボマルチン（Ovomaltine、オバルチン）はスイス発祥であり、特に若者に安定して人気である。飲み物として以外にも、バターを塗ったパンにオボマルチンの粉末をふりかけて食べる。
ワインはスイスの多くの地域、特にヴァレー州、ヴォー州、およびチューリヒ州で生産される。リースリング×シルバーナはドイツ語圏で生産される人気の白ワインであり、一方、シャスラはフランス語圏で生産される最も人気の白ワインである。ピノ・ノワールはフランス語圏とドイツ語圏の両方で最も人気ある赤ブドウである一方、イタリア語圏ではメルローがその地位についている。
スイスのジュラ山脈地域に位置するヴェルト・トラ・ヴェルで産まれたアブサンは再び正式に蒸留が解禁された。スイス連邦憲法のアブサン禁止条項により長期間禁止されていた。憲法改正の採択に伴って、2005年に再び合法化された。現在スイスのアブサン、キュブラー（Kübler）、クランディスティン（La Clandestine）は新ブランドが登場する中、多数の国に輸出されている。ワインとビールは16歳以上で法的に購入できる。蒸留酒および蒸留アルコールを含む飲料（バカルディ・ブリーザのような炭酸入りアルコール飲料を含む）は18歳で購入できる。
ダマシン（Damassine）はダマシンの木になるプルーンを蒸留して作るリキュールであり、ジュラ州で生産される。